# 코스라에날여우박쥐
코스라에날여우박쥐(Pteropus ualanus)는 큰박쥐과에 속하는 박쥐의 일종이다. 왕박쥐속에 포함되며, 미크로네시아 코스라에 섬에서 발견된다.